# Werbiwci (przystanek kolejowy)
Werbiwci (ukr. Вербівці) – przystanek kolejowy w miejscowości Werbiwci, w rejonie szepetowskim, w obwodzie chmielnickim, na Ukrainie. Położony jest na linii Szepetówka – Starokonstantynów.
W okresie międzywojennym istniała tu mijanka.